# Wu Minxia
Wu Minxia, född 10 november 1985 i Shanghai, är en kinesisk simhoppare som vunnit fem olympiska guldmedaljer.

### Fotnoter
1. ↑  ”Wu Minxia Bio, Stats, and Results - Olympics at Sports.reference.com”. sportsreference.com. Sportsreference. Arkiverad från originalet den 18 mars 2009. https://web.archive.org/web/20090318193323/http://www.sports-reference.com/olympics/athletes/wu/wu-minxia-1.html. Läst 2 november 2015.
2. ↑  Nate Stuhlbarg. (7 augusti 2016). Wu Minxia makes history as China wins gold in women's synchronized 3m springboard. NBC Olympics. Läst 31 augusti 2016.